# 장핑 (법학자)

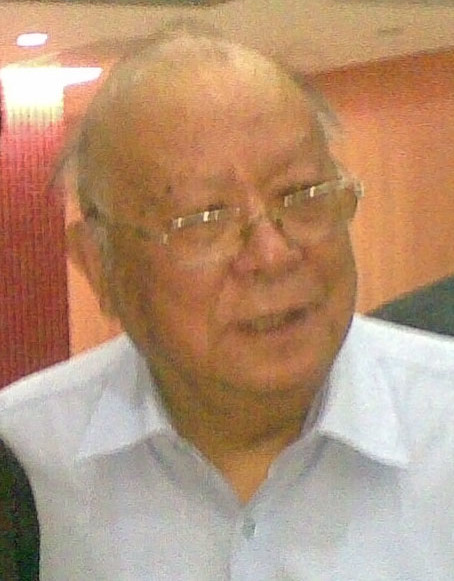

장핑(중국어: 江平, 병음: Jiāng Píng, 1930년 12월 28일 ~ 2023년 12월 19일)은 중국의 법학자이다. 중국정법대학 총장, 전국인민대표대회 상무위원회 위원을 역임했다.

## 같이 보기
- 중화인민공화국의 법